# Erythrops minuta
Erythrops minuta är en kräftdjursart som beskrevs av Hansen 1910. Erythrops minuta ingår i släktet Erythrops och familjen Mysidae. Inga underarter finns listade i Catalogue of Life.